# Oranje dwergbladroller
De oranje dwergbladroller (Pammene aurana) is een vlinder uit de familie bladrollers (Tortricidae).
De spanwijdte van de vlinder bedraagt tussen de 9 en 13 millimeter. De voorvleugel is bruin met twee opvallende oranje vlekken. In rust ziet het eruit of de vlinder drie oranje vlekken heeft. Bij sommige exemplaren is de voorvleugel overwegend oranje.

## Waardplanten
De oranje dwergbladroller gebruikt de gewone berenklauw als waardplant. De eitjes worden gelegd in de bloemen, de rupsen eten vervolgens van de zaden, die worden samengesponnen. De jonge rups overwintert onder de grond in een zijden cocon, en verpopt aldaar in het voorjaar.

## Voorkomen
De soort komt voor in een groot deel van Europa en het aangrenzend deel van Azië.

### Voorkomen in Nederland en België
De oranje dwergbladroller is in Nederland en in België een vrij gewone soort. De soort kent één generatie, die vliegt van halverwege juni tot in augustus.

## Synoniemen
- Tinea bimaculella Thunberg, 1794
- Tinea fulvella Fabricius, 1794 non Phalaena (Tinea) fulvella Gmelin, 1790